# Goede tijden, slechte tijden: De reünie
Goede tijden, slechte tijden: De reünie is een Nederlandse televisiefilm die werd uitgezonden op 26 december 1998, als spin-off van de RTL 4-soapserie Goede tijden, slechte tijden. De film staat als geheel los van de serie zelf, hoewel een aantal verhaallijnen er wel in terug zijn te vinden. De film verscheen op 11 november 2013 op dvd.

## Verhaal
Er wordt kerstfeest gevierd in het huis van de familie Alberts. Laura wordt 's nachts wakker als ze denkt dat er een inbreker in huis is, maar dit blijkt Hedwig te zijn. Kort daarop volgen nog een hoop gasten waaronder enkele oude bekenden. Deze zijn allemaal in de waan dat ze door Laura zijn uitgenodigd, maar Laura weet nergens van. Helen Helmink krijgt hierdoor meteen argwaan en denkt dat Martine mogelijk achter het hele plan zit. 
Sylvia, de overleden vrouw van Jef, is aanwezig op het feest, in de gedaante van een engel. Ze wil dat iedereen voor één avond in vrede met elkaar omgaat en doet er alles aan om de spanningen tussen enkele gasten weg te nemen. Laura en Linda krijgen hevige ruzie over een beeldje van Arnie, dat Linda per ongeluk laat vallen. Wanneer Linda aan Laura vertelt dat ze haar pasgeboren dochtertje verloren heeft, vergeeft Laura haar alles uit medelijden. 
Ook Laura's ex Tessel is op het feest aanwezig. Als echter haar nieuwe vlam Martine ook het feest bezoekt wordt deze op haar beurt geen warm welkom gegund. Wanneer Martine, mede door toedoen van Sylvia en Tessel, alle gasten ervan weet te overtuigen dat ze haar leven aan het beteren is valt deze spanning enigszins weg. Maar zij blijkt niet de enige omstreden gast. Sylvia zorgt ervoor dat Frits ook aanwezig is op het feest, echter zal hij zijn daden uit het verleden goed moeten maken door als goochelaar geld binnen te halen voor het goede doel. Dit doet hij in samenwerking met zijn vroegere secretaresse en de persoon waarvan destijds gedacht werd dat ze hem vermoord had, Hanny. Als Martine een bedrag van 10.000 gulden schenkt, wordt er algemeen aan genomen dat ze veranderd is en er worden meer grote bedragen geschonken aan het goede doel. Wanneer Martine en Frits elkaar vervolgens onder vier ogen spreken, blijkt dat ze beiden geen haar beter zijn geworden. 
Martine gebruikt Tessel om uit de gevangenis te komen en wil dat zij en Frits samen Wendela op kunnen voeden. Ze haalt Frits over het opgehaalde geld hiervoor te gebruiken. Hannie krijgt dit in de gaten en bedreigt Frits met een mes, maar dan komt ze erachter dat ze hem niet nog een keer kan vermoorden. Sylvia krijgt dit hele scenario mee en stuurt Frits terug van waar hij gekomen is. Martine blijft achter met de kleren van Frits. Tessel krijgt haar tweede gezicht te zien, waarna ze haar terugstuurt naar de gevangenis. 
Als Laura de volgende morgen wakker wordt, lijkt het of ze alles gedroomd heeft. Niemand in haar omgeving weet iets van een reünie de avond ervoor. Laura vindt even later het beeldje van Arnie, dat aan de achterkant gelijmd blijkt te zijn. Of ze nu wel of niet alles gedroomd heeft, blijft onduidelijk.

## Rolverdeling
| Acteur             | Personage         |
| ------------------ | ----------------- |
| Jette van der Meij | Laura Alberts     |
| Wilbert Gieske     | Robert Alberts    |
| Ingeborg Wieten    | Suzanne Balk      |
| Bartho Braat       | Jef Alberts       |
| Sabine Koning      | Anita Dendermonde |
| Guusje Nederhorst  | Roos Alberts      |
| Caroline De Bruijn | Janine Elschot    |
| Jimmy Geduld       | Arthur Peters     |
| Ferri Somogyi      | Rik de Jong       |
| Erik de Vogel      | Ludo Sanders      |
| Angela Schijf      | Kim Verduyn       |
| Diana Sno          | Mathilde Carillo  |
| Georgina Verbaan   | Hedwig Harmsen    |
| Tanja Jess         | Bowien Galema     |
| Michiel Varga      | Pete Jenssens     |
| Philip Ivanov      | Ché Azalaia       |

### De gasten
| Acteur                   | Personage             |
| ------------------------ | --------------------- |
| Inge Ipenburg            | Martine Hafkamp       |
| Brûni Heinke             | Helen Helmink         |
| Babette van Veen         | Linda Dekker          |
| Hilde de Mildt           | Sylvia Merx           |
| Carola Gijsbers van Wijk | Wil de Smet           |
| Ellen Röhrman            | Koossie Sybrandi      |
| Truus te Selle           | Tessel van Benthem    |
| Sophie Drossaers         | Hannie van der Kroeft |
| Rick Engelkes            | Simon Dekker          |
| Paul Groot               | Stan Nijholt          |
| Casper van Bohemen       | Frits van Houten      |
| Cas Jansen               | Julian Verduyn        |
| Tom van Beek             | Herman Hogendoorn     |
| Joost Buitenweg          | Rien Hogedoorn        |

## Varia
- In de film wordt door sommigen de indruk gewekt dat Arnie nog in leven is. In de serie was hierover op dat moment nog geen uitsluitsel gegeven, maar een aantal seizoenen later blijkt Arnie toch dood te zijn.